# Todd Day
Todd Fitzgerald Day (ur. 7 stycznia 1970 w Decatur) – amerykański koszykarz, występujący na pozycji rzucającego obrońcy, po zakończeniu kariery zawodniczej trener koszykarski, obecnie trener drużyny akademickiej Philander Smith.
W 1988 został wybrany najlepszych zawodnikiem szkół średnich stanu Tennessee, zaliczono go również do III składu Parade All-American (1988). Wystąpił też w meczu gwiazd amerykańskich szkół średnich – McDonald’s All-American.

## Osiągnięcia
Na podstawie, o ile nie zaznaczono inaczej.

### NCAA
- Uczestnik rozgrywek:
  - NCAA Final Four (1990)
  - Elite 8 turnieju NCAA (1990, 1991)
  - II rundy turnieju NCAA (1989–1992)
- Mistrz:
  - turnieju konferencji Southwest (SWC – 1989–1991)
  - sezonu regularnego konferencji:
    - SWC (1989–1991)
    - Southeastern (SEC – 1992)
- Koszykarz roku konferencji Southwest (1991 wspólnie z Oliverem Millerem)
- MVP turnieju SWC (1990)
- Zaliczony do:
  - I składu:
    - SEC (1992)
    - SWC (1990, 1991)
    - turnieju SEC (1992)

  - II składu All-American (1991 przez Associated Press, 1992 przez NABC)
  - III składu All-American (1991 przez NABC, 1992 przez Associated Press)
  - Galerii Sław Sportu stanu Arkansas (2008)
- Lider SWC w liczbie:
  - punktów (785 – 1991)
  - celnych (277) i oddanych (586) rzutów z gry (1991)
  - celnych (67) i oddanych (189) rzutów za 3 punkty (1991)

### Drużynowe
- Zdobywca Pucharu Mistrzów Azji FIBA (2005)
- Mistrz ABA (2005)[4]

### Indywidualne
- Zaliczony do I składu ABA (2005)[4]
- Uczestnik meczu gwiazd ABA (2005, 2007)

### Reprezentacja
- Wicemistrz igrzysk dobrej woli (1990)[5]
- Brązowy medalista mistrzostw świata (1990)[6]